# 1385 Gelria
1385 Gelria eller 1935 MJ är en asteroid i huvudbältet som upptäcktes den 24 maj 1935 av den holländske astronomen Hendrik van Gent i Johannesburg. Den har fått sitt namn efter det latinska namnet på den nederländska provinsen Gelderland.
Asteroiden har en diameter på ungefär 19 kilometer.